# Formativní hodnocení
Formativní hodnocení je nástrojem pedagogické komunikace mezi žákem a učitelem. Podává učiteli během učebního procesu informace o tom, jak se žák vypořádává s látkou, zda látce porozuměl, případně jaký druh pomoci potřebuje k zvládnutí učiva. Formativní hodnocení je orientováno na dosažení společného cíle žáka a učitele – podporuje další efektivní učení a kompletní porozumění probírané látce. Zpětná vazba v procesu učení je poskytována učiteli i žákovi, pro efektivní postup je důležitá jejich vzájemná spolupráce. Podávání zpětné vazby je důležitým prvkem formativního hodnocení. Zpětnou vazbu nepodává žákovi pouze učitel, ale i žák sám sobě, případně žáci sobě navzájem. Formativní hodnocení je průběžné a nabízí žákovi a učiteli postupy, jak výkon zlepšit ještě v průběhu samotného učení. Učitelé používající formativní hodnocení nesrovnávají žáky mezi sebou, ale zaměřují se na dosahování výukových cílů každého z nich.
Formativní hodnocení je možné vymezit i jako opak k sumativnímu hodnocení, které je zaměřené na zhodnocení dosažených poznatků. Sumativní hodnocení se odehrává většinou na konci určitého období a jeho cílem je zhodnotit výsledek proběhlého učebního procesu. Sumativní hodnocení by mělo následovat po procesu využívajícím formativní hodnocení a můžeme si ho představit jako souhrnné testy, písemky, zkoušení. Formativní hodnocení bývá někdy do angličtiny překládáno jako “assessment for teaching”, což v doslovném překladu znamená “hodnocení pro výuku”, sumativní hodnocení nese překlad “assessment of teaching” – v českém překladu “hodnocení výuky”. Formativní hodnocení patří k pomalejším a náročnějším typům hodnocení, ale je považováno za pedagogicky nejúčelnější hodnotící nástroj školní práce.

## Formativní hodnocení v českém školství
Zatímco v západoevropských školách bylo možné výhody formativního hodnocení v rámci praxe pozorovat již v devadesátých letech, v České republice se na konci 20. století tento fenomén pohyboval čistě na teoretické rovině. V tomto ohledu byla přínosná obzvláště práce D. Dvořáka (např. Klíčové dovednosti učitele: cesty k lepšímu vyučování) nebo J. Slavíka (např. Hodnocení v současné škole: východiska a nové metody pro praxi). Formativní hodnocení se jako hlavním tématem výzkumů začalo v České republice objevovat až po roce 2009. Přibližně v posledních dvaceti letech se formativní hodnocení dostává i do praxe vyučujících. Zaváděl se ovšem spíše intuitivně a část učitelů, která formativně hodnotila, si často ani nebyla vědoma toho, co se pod pojmem formativní hodnocení skrývá.
Pedagogická fakulta Univerzity Karlovy spolu s vzdělávací organizací Edukační laboratoř realizuje projekt Zavádění formativního hodnocení na základních školách, který by měl pomáhat učitelům zařazovat tento typ hodnocení do jejich výuky..